# Big Brother Hrvatska (6. sezona)
Big Brother 6, poznat i kao Big Brother: Ljubi bližnjeg svog, bila je šesta hrvatska sezona reality showa Big Brother, koju su vodile Antonija Blaće i Marijana Mićić. Počela je 13. ožujka 2011. i trajala je 106 dana završavajući 26. lipnja 2011. 
Dvije godine nakon pete sezone Big Brother-a koja se održavala u Tajlandu, RTL je vratio ovu emisiju na svoj program. Osim što je Big Brother kuća opet bila izvan Hrvatske (u Beogradu), ova sezona donijela je i druge novosti. U emisiji su sudjelovali stanari iz Hrvatske, Makedonije, Srbije, Crne Gore i Bosne i Hercegovine. Nagrada za pobjednika je bila 150 tisuća eura. Ali na kraju je bila 104.700 tisuća eura, jer stanari nisu poštovali pravila.
Šestu sezonu Big Brothera RTL je počeo prikazivati u proljetnoj shemi 2011. godine, a projekt je bio realiziran u koprodukciji produkcijske kuće Endemol i Emotion Production, koja je poznata po Operaciji Trijumf koju su radili s Novom TV. Prijave su odrađene na internetskoj stranici RTL-a, a kastinzi su odrađeni uživo u više gradova.

## Voditelji
- Antonija Blaće
- Marijana Mićić
- Lila

## Produkcija

### Najava i titlovi
Po prvi puta za Srpsku verziju showa napravljen je trailer. U njemu se nalaze ukućani iz prethodnih sezona, odjeveni u uniforme, koji pohađaju "VB - Školu za poznate" (Škola slavnih Velikog brata). Voditelji emisije također su predstavljeni kao učitelji, a Boki 13, od 4. sezone slavne verzije, pojavljuje se na kraju videa. Video je premijerno prikazan na YouTubeu.
Unatoč većini tiska koji je sezonu prozvao "Školom slave", službeni slogan bio je "Ljubi bližnjeg svog". Druga najava objavljena je nekoliko tjedana prije emisije; ovaj sadrži padajuće cvijeće, slovom "Ljubi bližnjeg svog" (sličan onom koji se koristi u britanskom Big Brotheru 11).

### Audicije
Audicije su se održavale od prosinca 2010. do siječnja 2011. Prijave su predane putem SMS-a, telefona ili internetskog obrasca - čiji je domaćin bio Emotion. U Hrvatskoj su audicije bile otvorene za sve, bez prethodne prijave.
Prvi kasting održan je u Podgorici 24. prosinca 2010. Dan nakon toga, audicije su istovremeno održane u Sarajevu i Skoplju. Prvi krug audicija zaključen u Banja Luci.
Drugi krug audicija održan je u Hrvatskoj, a prijavilo se preko 5.500 ljudi. Trajali su šest dana u tri grada: Zagrebu, Rijeci i Splitu. Završni krug kastinga održan je u Srbiji, s audicijama u Čačku, Užicu, Nišu, Novom Sadu, Kragujevcu i Beogradu, između 14. siječnja 2011. i 23. siječnja 2011.

### Cenzura
Prije toga, svaka od redovnih sezona emitirala se na B92 (srpska televizijska kuća), dok su neka izdanja slavnih prikazivana na televiziji Pink. Ovo je bilo prvi put da je Pink emitirao redovnu sezonu.
Mnogo se nagađalo o tome tko će voditi emisiju te su se među imenima voditelja našle i Nataša Bekvalac te Severina Vučković. Na kraju su producenti najavili Antoniju Blaće za voditeljicu emisije, kao i Marijanu Mićić koja je potvrđena samo nekoliko dana prije početka showa.
Krajem veljače 2011. Pink je kritizirana zbog previše reality programa, a sudionici su postali neprikladniji od prethodnih. Srpska radiodifuzna agencija upozorila je i emitere i producente da neće postojati nulta tolerancija na nasilje, rasizam i govor mržnje, navodeći da će oni biti pod nadzorom.
Producentska tvrtka Emotion rekla je da će minimizirati sadržaj koji bi se mogao smatrati štetnim te da će streaming uživo biti odgođen za nekoliko minuta. Emisija je prvi put označena kao neprikladna za gledatelje mlađe od 18 godina, ali dobna je granica kasnije spuštena na 15 godina. 

### Odnos Velikog brata s ukućanima
Big Brother je mogao razgovarati s ukućanima na dva načina:

#### Kroz zvučnike
Big Brother je mogao razgovarati s ukućanima putem zvučnika kako bi: objavio početak ili kraj zadataka, obavijestio o kaznama ili nazvao ukućana u ispovijedaonicu.

#### U ispovijedaonici
Veza Velikog brata s ukućanima dok je bila ispovijedaonici bila je prisnija. Postavljao bi različita pitanja i bio bi emotivniji.

### Glas Velikog Brata
Iako je više glumaca glumilo Velikog brata, njihovi su glasovi filtrirani kako bi zvučali robotski i neljudski. Zbog robotskog glasa, ukućani su imali dojam da je Big Brother jedna osoba koja ih neprestano promatra. 

## Stanari
| Kandidat                    | Godine pri ulasku | Zanimanje                 | Mjesto              | Dan ulaska | Dan izlaska | Stanje                | Opis                                                                          |
| --------------------------- | ----------------- | ------------------------- | ------------------- | ---------- | ----------- | --------------------- | ----------------------------------------------------------------------------- |
| Marijana Čvrljak            | 27                | Kućanica                  | Šibenik             | 1          | 106         | Pobjednik             | /                                                                             |
| Duško Bogdanović            | 55                | Poljoprivrdnik            | Galibabinac         | 1          | 106         | Drugo mjesto          | 4. dana preselio na otpad, 20. dana vraća se u glavnu kuću                    |
| Horvat Čagalj               | 33                | Dadilja                   | Dugi Rat            | 1          | 106         | Treće mjesto          | Prvih 20. dana proveo na otpadu                                               |
| Branislav "Brandon" Radonić | 24                | Zabavljač                 | Čenta               | 85         | 106         | Četvrto mjesto        | 49. dana ulazi u kuću, 84. dana izbačen, 84. dana se vratio u kuću            |
| Branislav "Brandon" Radonić | 24                | Zabavljač                 | Čenta               | 50         | 85          | Izbačen               | 49. dana ulazi u kuću, 84. dana izbačen, 84. dana se vratio u kuću            |
| Soraja - Sara Vučelić       | 24                | Model                     | Bar                 | 1          | 106         | Peto mjesto           | 7. dana preselila na otpad odlukom otpadnika, 20. dana vraća se u glavnu kuću |
| Nikola "Nemeš" Nemešević    | 22                | Operni pjevač             | Beograd             | 1          | 104         | Izbačen               | 77. dana lažno izbačen                                                        |
| Nirmal Kukić                | 25                | Student                   | Živinice            | 1          | 104         | Izbačen               | 91. dana dobio imunitet do polufinala                                         |
| Nikola "Lester" Nasteski    | 20                | Model/Striper             | Skopje              | 1          | 104         | Izbačen               | 91. dana dobio imunitet do polufinala                                         |
| Nikola Maurović             | 21                | Student                   | Zaprešić            | 1          | 104         | Izbačen               | 91. dana dobio imunitet do polufinala                                         |
| Bojana Stojković            | 25                | Odbojkašica               | Užice               | 1          | 99          | Izbačen               | /                                                                             |
| Antonia Jovanović           | 25                | Zabavljačica              | Opatija             | 50         | 92          | Izbačen               | 49. dana ulazi u kuću                                                         |
| Ema Šuker                   | 20                | Profesionalna atletičarka | Zagreb              | 64         | 71          | Izbačen               | 56. dana napustila kuću, 63. se vratila u kuću                                |
| Ema Šuker                   | 20                | Profesionalna atletičarka | Zagreb              | 1          | 57          | Izbačen               | 56. dana napustila kuću, 63. se vratila u kuću                                |
| Vladimir Tomović            | 28                | Student                   | Bar                 | 50         | 66          | Izbačen odlukom BBa-a | 49. dana ulazi u kuću, izbačen zbog nepoštivanja pravila                      |
| Dražen Bogdan               | 46                | Vatrogasac                | Sveti Ivan Zelina   | 1          | 66          | Napustio              | 25. dana napustio kuću zbog zdravlja, pa se vratio kasnije                    |
| Radiša Miljković            | 50                | Poljoprivrednik           | Aleksinac           | 8          | 64          | Izbačen               | 7. dana ulazi u kuću                                                          |
| Tamara Đorđević             | 23                | Promotor                  | Beograd             | 8          | 50          | Izbačen               | 7. dana ulazi u kuću                                                          |
| Slavica Đulejić             | 42                | Vozačica taxi-ija         | Smederevo           | 1          | 43          | Izbačen               | 42. dana ulazi u kuću                                                         |
| Dragana Strahinjić          | 27                | Kozmetičarka              | Požarevac           | 1          | 36          | Izbačen               | 35. dana u kući prvih 20. dana provela na otpadu                              |
| George Rkman                | 39                | Vozač taxi-ija            | Newcastle upon Tyne | 1          | 29          | Izbačen               | /                                                                             |
| Mila Tokić                  | 21                | Promotor                  | Zagreb              | 1          | 22          | Izbačen               | U glavnu kuću ušla kroz polukvalifikacije                                     |
| Milan Grahovac              | 31                | Propagandist              | Sombor              | 1          | 15          | Izbačen               | /                                                                             |

1. ↑  Brandon je izbačen 85. dan sa strane njegovih stanara. Javnost je onda glasala za izbaćenog stanara da se vrati nazad u kuću te je on dobio najviše glasova. U kuću se vratio isti dan te je kasnije bio izglasan kao četvrti u finalu.
2. ↑  Ema je izbačena na 57. dan. Vratila se u kuću na 64. dan nakon što su stanari odlučili zamijeniti 35.000,00€ da se vrati jedan od izbačenih stanara. Stanari su izabrali Emu.
3. ↑  Dražen je inicijalno napustio kuću i otišao u bolnicu zbog ozljede na 33. dan, ali se kasnije vratio na 66. dan zbog poboljšanog zdravlja.
4. ↑  Radiša Miljković priješnje je sudjelovao u trećoj sezoni Velikog Brata, gdje je završio na 7. mjestu.

## Rezultati glasova
Javnost je glasala koga spasiti od nominacije. Tri ukućana s najmanjim brojem glasova bila bi za izbacivanje. Ukućani bi tada glasali koga će izbaciti, s tim da će prvi glas dobiti dva boda, a drugi jedan bod. Ukućanin s najviše bodova je napustio kuću. Ove godine predstavljen je kapetan kuće i kapetan smetlišta koji su bili imuni na izbacivanje i glasali su dvostrukim bodovima (prvi glas dobio je četiri boda, a druga dva boda.) Kapetan kuće dodijeljen je ukućanima koji su boravili u glavnoj kući, dok je Kapetan smetlišta dodijeljen ukućanima koji borave na smetlištu.
|                                | 1. tjedan                         | 1. tjedan                                            | 2. tjedan                         | 3. tjedan                        | 4. tjedan                          | 5. tjedan                           | 6. tjedan                           | 7. tjedan                   | 8. tjedan                            | 9. tjedan                           | 10. tjedan                                           | 10. tjedan                      | 11. tjedan                             | 12. tjedan                    | 13. tjedan                           | 14. tjedan                    | 15. tjedan                                                      | Finale                               | Finale                               | Dobivenih glasova |  |
| ------------------------------ | --------------------------------- | ---------------------------------------------------- | --------------------------------- | -------------------------------- | ---------------------------------- | ----------------------------------- | ----------------------------------- | --------------------------- | ------------------------------------ | ----------------------------------- | ---------------------------------------------------- | ------------------------------- | -------------------------------------- | ----------------------------- | ------------------------------------ | ----------------------------- | --------------------------------------------------------------- | ------------------------------------ | ------------------------------------ | ----------------- |  |
| Kapetan kuće                   | nema                              | Slavica                                              | Bojana                            | Nirmal                           | Nikola                             | Nikola                              | Nemeš                               | nema                        | Bojana                               | Horvat                              | Horvat                                               | Soraja                          | nema                                   | nema                          | nema                                 | Lester Nikola Nirmal          | nema                                                            | nema                                 | nema                                 | Dobivenih glasova |  |
| Kapetan smetlišta              | nema                              | nema                                                 | nema                              | Bojana                           | Nemeš                              | Horvat                              | nema                                | nema                        | nema                                 | nema                                | nema                                                 | nema                            | nema                                   | nema                          | nema                                 | nema                          | nema                                                            | nema                                 | nema                                 | Dobivenih glasova |  |
|                                |                                   |                                                      |                                   |                                  |                                    |                                     |                                     |                             |                                      |                                     |                                                      |                                 |                                        |                               |                                      |                               |                                                                 |                                      |                                      |                   |  |
| Marijana                       | Duško Ema                         | Lester Ema                                           | Mila Lester                       | Tamara Mila                      | Soraja George                      | Dragana Ema                         | Slavica Lester                      | Radašin Nirmal              | Radašin Vladimir                     | Vladimir Radašin                    | George                                               | Nikola Ema                      | Bojana Brandon                         | Nominirana                    | Blokirana                            | Bojana Duško                  | Nema Nominacija                                                 | Pobjednica (Dan 106)                 | Pobjednica (Dan 106)                 | 16                |  |
| Duško                          | Ema George                        | Izuzet                                               | Milan Lester                      | Mila Slavica                     | George Soraja                      | Dragana Ema                         | Lester Tamara                       | Nirmal Tamara               | Ema Nikola                           | Nirmal Radašin                      | Slavica                                              | Nikola Ema                      | Nirmal Brandon                         | Nikola Nirmal                 | Antonija Bojana                      | Marijana Brandon              | Nema Nominacija                                                 | Drugo mjesto (Dan 106)               | Drugo mjesto (Dan 106)               | 28                |  |
| Horvat                         | Izuzet                            | Izuzet                                               | Milan Mila                        | Slavica Tamara                   | George Soraja                      | Dragana Nemeš                       | Tamara Slavica                      | Tamara Radašin              | Radašin Antonija                     | Nirmal Radašin                      | Ema                                                  | Antonija Ema                    | Brandon Antonija                       | Nirmal Brandon                | Antonija Bojana                      | Brandon Bojana                | Nema Nominacija                                                 | Treće mjesto (Dan 106)               | Treće mjesto (Dan 106)               | 4                 |  |
| Brandon                        | Nije u kući                       | Nije u kući                                          | Nije u kući                       | Nije u kući                      | Nije u kući                        | Nije u kući                         | Nije u kući                         | Nije u kući                 | Nikola Radašin                       | Vladimir Radašin                    | Ema                                                  | Ema Antonija                    | Nemeš Antonija                         | Nemeš Antonija                | Bojana Antonija                      | Bojana Nemeš                  | Nema Nominacija                                                 | Četvrto mjesto (Dan 106)             | Četvrto mjesto (Dan 106)             | 26                |  |
| Soraja                         | Bojana George                     | Bojana George                                        | Lester Milan                      | Tamara Slavica                   | George Nirmal                      | Dragana Nemeš                       | Lester Tamara                       | Bojana Nemeš                | Radašin Ema                          | Nirmal Radašin                      | Mila                                                 | Ema Nikola                      | Nemeš Nirmal                           | Nirmal Nikola                 | Bojana Antonija                      | Marijana Bojana               | Nema Nominacija                                                 | Peto mjesto (Dan 106)                | Peto mjesto (Dan 106)                | 43                |  |
| Nemeš                          | Duško Soraja                      | Ema George                                           | Milan Mila                        | Mila Tamara                      | Soraja Nirmal                      | Ema Dragana                         | Slavica Lester                      | Radašin Nirmal              | Vladimir Antonija                    | Vladimir Radašin                    | George                                               | Nikola Ema                      | Blokiran                               | Blokiran                      | Blokiran                             | Bojana Soraja                 | Nema Nominacija                                                 | Izbačen (Dan 104)                    | Izbačen (Dan 104)                    | 32                |  |
| Nirmal                         | Izuzet                            | Izuzet                                               | Milan Lester                      | Mila Slavica                     | George Soraja                      | Dragana Nemeš                       | Tamara Slavica                      | Nemeš Radašin               | Ema Radašin                          | Duško Soraja                        | Tamara                                               | Antonija Ema                    | Soraja Duško                           | Soraja Brandon                | Soraja Antonija                      | Horvat Duško                  | Nema Nominacija                                                 | Izbačen (Dan 104)                    | Izbačen (Dan 104)                    | 35                |  |
| Lester                         | Mila Duško                        | Ema Mila                                             | Mila Milan                        | Tamara Slavica                   | George Soraja                      | Dragana Ema                         | Tamara Slavica                      | Tamara Marijana             | Antonija Ema                         | Duško Antonija                      | Radašin                                              | Antonija Ema                    | Marijana Nemeš                         | Brandon Antonija              | Antonija Soraja                      | Duško Marijana                | Nema Nominacija                                                 | Izbačen (Dan 104)                    | Izbačen (Dan 104)                    | 30                |  |
| Nikola                         | Soraja Duško                      | George Soraja                                        | Milan Mila                        | Slavica Mila                     | George Soraja                      | Dragana Ema                         | Slavica Tamara                      | Bojana Radašin              | Antonija Ema                         | Brandon Duško                       | Ema                                                  | Antonija Ema                    | Nemeš Duško                            | Nemeš Brandon                 | Soraja Bojana                        | Brandon Duško                 | Nema Nominacija                                                 | Izbačen (Dan 104)                    | Izbačen (Dan 104)                    | 22                |  |
| Bojana                         | Ema George                        | Ema Soraja                                           | Mila Lester                       | Mila Tamara                      | Soraja George                      | Dragana Ema                         | Slavica Lester                      | Blokirana                   | Ema Nikola                           | Marijana Nikola                     | Ema                                                  | Antonija Nikola                 | Marijana Nemeš                         | Nemeš Brandon                 | Soraja Antonija                      | Marijana Brandon              | Izbačena (Dan 99)                                               | Izbačena (Dan 99)                    | Izbačena (Dan 99)                    | 27                |  |
| Antonija                       | Nije u kući                       | Nije u kući                                          | Nije u kući                       | Nije u kući                      | Nije u kući                        | Nije u kući                         | Nije u kući                         | Nije u kući                 | Blokirana                            | Vladimir Radašin                    | George                                               | Ema Nikola                      | Brandon Lester                         | Brandon Nirmal                | Bojana Soraja                        | Izbačena (Dan 92)             | Izbačena (Dan 92)                                               | Izbačena (Dan 92)                    | Izbačena (Dan 92)                    | 38                |  |
| Ema                            | Slavica Duško                     | Soraja Mila                                          | Mila Milan                        | Mila Tamara                      | George Nirmal                      | Nemeš Dragana                       | Tamara Slavica                      | Nemeš Nirmal                | Vladimir Radašin                     | Izbačena (Dan 57)                   | Izbačena (Dan 57)                                    | Antonija Nikola                 | Ponovno izbačena (Dan 71)              | Gost                          | Ponovno izbačena (Day 71)            | Ponovno izbačena (Day 71)     | Ponovno izbačena (Day 71)                                       | Ponovno izbačena (Day 71)            | Ponovno izbačena (Day 71)            | 66                |  |
| Vladimir                       | Nije u kući                       | Nije u kući                                          | Nije u kući                       | Nije u kući                      | Nije u kući                        | Nije u kući                         | Nije u kući                         | Nije u kući                 | Blokiran                             | Nemeš Marijana                      | Radašin                                              | Izbačen odlikom BB-a (Dan 66)   | Izbačen odlikom BB-a (Dan 66)          | Izbačen odlikom BB-a (Dan 66) | Izbačen odlikom BB-a (Dan 66)        | Izbačen odlikom BB-a (Dan 66) | Izbačen odlikom BB-a (Dan 66)                                   | Izbačen odlikom BB-a (Dan 66)        | Izbačen odlikom BB-a (Dan 66)        | 13                |  |
| Dražen                         | Slavica Ema                       | George Milan                                         | Milan Mila                        | Tamara Slavica                   | George Soraja                      | Hospitaliziran (Day 33-66)          | Hospitaliziran (Day 33-66)          | Hospitaliziran (Day 33-66)  | Hospitaliziran (Day 33-66)           | Hospitaliziran (Day 33-66)          | Hospitaliziran (Day 33-66)                           | Napustio show (Day 66)          | Napustio show (Day 66)                 | Napustio show (Day 66)        | Napustio show (Day 66)               | Napustio show (Day 66)        | Napustio show (Day 66)                                          | Napustio show (Day 66)               | Napustio show (Day 66)               | 4                 |  |
| Radašin                        | Nije u kući                       | Izuzet                                               | Milan Lester                      | Tamara Mila                      | Nirmal Soraja                      | Nemeš Dragana                       | Slavica Tamara                      | Nirmal Nemeš                | Antonija Ema                         | Brandon Antonija                    | Izbačen (Dan 64)                                     | Izbačen (Dan 64)                | Izbačen (Dan 64)                       | Gost                          | Izbačen (Dan 64)                     | Izbačen (Dan 64)              | Izbačen (Dan 64)                                                | Izbačen (Dan 64)                     | Izbačen (Dan 64)                     | 24                |  |
| Tamara                         | Nije u kući                       | Izuzeta                                              | Milan Lester                      | Mila Slavica                     | Soraja George                      | Ema Nemeš                           | Slavica Lester                      | Blokirana                   | Izbačena (Dan 50)                    | Izbačena (Dan 50)                   | Izbačena (Dan 50)                                    | Izbačena (Dan 50)               | Izbačena (Dan 50)                      | Gost                          | Izbačen (Dan 50)                     | Izbačen (Dan 50)              | Izbačen (Dan 50)                                                | Izbačen (Dan 50)                     | Izbačen (Dan 50)                     | 41                |  |
| Slavica                        | Ema Dražen                        | Ema George                                           | Mila Lester                       | Tamara Mila                      | George Nirmal                      | Dragana Ema                         | Tamara Lester                       | Izbačena (Dan 43)           | Izbačena (Dan 43)                    | Izbačena (Dan 43)                   | Izbačena (Dan 43)                                    | Izbačena (Dan 43)               | Izbačena (Dan 43)                      | Gost                          | Izbačena (Dan 43)                    | Izbačena (Dan 43)             | Izbačena (Dan 43)                                               | Izbačena (Dan 43)                    | Izbačena (Dan 43)                    | 39                |  |
| Dragana                        | Izuzeta                           | Izuzeta                                              | Milan Lester                      | Slavica Mila                     | Nirmal Soraja                      | Ema Nemeš                           | Izbačen (Dan 36)                    | Izbačen (Dan 36)            | Izbačen (Dan 36)                     | Izbačen (Dan 36)                    | Izbačen (Dan 36)                                     | Izbačen (Dan 36)                | Izbačen (Dan 36)                       | Izbačen (Dan 36)              | Izbačen (Dan 36)                     | Izbačen (Dan 36)              | Izbačen (Dan 36)                                                | Izbačen (Dan 36)                     | Izbačen (Dan 36)                     | 26                |  |
| George                         | Duško Soraja                      | Nikola Ema                                           | Lester Milan                      | Slavica Tamara                   | Nirmal Soraja                      | Izbačen (Dan 29)                    | Izbačen (Dan 29)                    | Izbačen (Dan 29)            | Izbačen (Dan 29)                     | Izbačen (Dan 29)                    | Izbačen (Dan 29)                                     | Izbačen (Dan 29)                | Izbačen (Dan 29)                       | Gost                          | Izbačen (Dan 29)                     | Izbačen (Dan 29)              | Izbačen (Dan 29)                                                | Izbačen (Dan 29)                     | Izbačen (Dan 29)                     | 36                |  |
| Mila                           | Dražen Duško                      | Ema Dražen                                           | Lester Milan                      | Tamara Slavica                   | Izbačena (Dan 22)                  | Izbačena (Dan 22)                   | Izbačena (Dan 22)                   | Izbačena (Dan 22)           | Izbačena (Dan 22)                    | Izbačena (Dan 22)                   | Izbačena (Dan 22)                                    | Izbačena (Dan 22)               | Izbačena (Dan 22)                      | Gost                          | Izbačena (Dan 22)                    | Izbačena (Dan 22)             | Izbačena (Dan 22)                                               | Izbačena (Dan 22)                    | Izbačena (Dan 22)                    | 43                |  |
| Milan                          | Duško Dražen                      | Dražen Soraja                                        | Mila Lester                       | Izbačen (Dan 15)                 | Izbačen (Dan 15)                   | Izbačen (Dan 15)                    | Izbačen (Dan 15)                    | Izbačen (Dan 15)            | Izbačen (Dan 15)                     | Izbačen (Dan 15)                    | Izbačen (Dan 15)                                     | Izbačen (Dan 15)                | Izbačen (Dan 15)                       | Gost                          | Izbačen (Dan 15)                     | Izbačen (Dan 15)              | Izbačen (Dan 15)                                                | Izbačen (Dan 15)                     | Izbačen (Dan 15)                     | 24                |  |
|                                |                                   |                                                      |                                   |                                  |                                    |                                     |                                     |                             |                                      |                                     |                                                      |                                 |                                        |                               |                                      |                               |                                                                 |                                      |                                      |                   |  |
| Bilješke                       |                                   |                                                      |                                   |                                  |                                    |                                     |                                     |                             |                                      |                                     |                                                      |                                 |                                        |                               |                                      |                               | -                                                               |                                      |                                      |                   |  |
| Nominirani                     | Duško Ema                         | Ema George Soraja                                    | Lester Mila Milan                 | Mila Slavica Tamara              | George Nirmal Soraja               | Dragana Ema Nemeš                   | Lester Slavica Tamara               | Nemeš Nirmal Radašin Tamara | Antonija Ema Nikola Radašin Vladimir | Nirmal Radašin Vladimir             | Dragana Ema George Mila Milan Radašin Slavica Tamara | Antonija Ema Nikola             | Brandon Marijana Nemeš                 | Brandon Marijana Nemeš Nirmal | Antonija Bojana Soraja               | Bojana Brandon Duško Marijana | Brandon Duško Horvat Lester Marijana Nemeš Nikola Nirmal Soraja | Brandon Duško Horvat Marijana Soraja | Brandon Duško Horvat Marijana Soraja |                   |  |
| Napustili                      | nema                              | nema                                                 | nema                              | nema                             | nema                               | nema                                | nema                                | nema                        | nema                                 | nema                                | Dražen                                               | nema                            | nema                                   | nema                          | nema                                 | nema                          | nema                                                            | nema                                 | nema                                 |                   |  |
| Izbačeni odlukom Big Brother-a | nema                              | nema                                                 | nema                              | nema                             | nema                               | nema                                | nema                                | nema                        | nema                                 | nema                                | Vladimir                                             | nema                            | nema                                   | nema                          | nema                                 | nema                          | nema                                                            | nema                                 | nema                                 |                   |  |
| Izbačeni                       | Duško 12 od 39 bodova za izbaciti | Soraja Stanari na smetlišti odlučili da se premjesti | Milan 23 od 57 bodova za izbaciti | Mila 21 od 57 bodova za izbaciti | George 23 od 54 bodova za izbaciti | Dragana 26 od 48 bodova za izbaciti | Slavica 18 od 42 bodova za izbaciti | Tamara 14.0% za spasiti     | Ema 12 od 39 bodova za izbaciti      | Radašin Najmanje glasova za spasiti | Ema 4 od 11 bodova za povratak                       | Ema 15 od 39 bodova za izbaciti | Nemeš Najviše bodova za lažno izbaciti | Brandon 18.3% za spasiti      | Brandon Najviše bodova za povratak   | Bojana 12.3% za spasiti       | Nikola Najmanje glasova (od 9)                                  | Soraja 11.9% (od 5)                  | Brandon 14.6% (od 4)                 |                   |  |
| Izbačeni                       | Duško 12 od 39 bodova za izbaciti | Soraja Stanari na smetlišti odlučili da se premjesti | Milan 23 od 57 bodova za izbaciti | Mila 21 od 57 bodova za izbaciti | George 23 od 54 bodova za izbaciti | Dragana 26 od 48 bodova za izbaciti | Slavica 18 od 42 bodova za izbaciti | Tamara 14.0% za spasiti     | Ema 12 od 39 bodova za izbaciti      | Radašin Najmanje glasova za spasiti | Ema 4 od 11 bodova za povratak                       | Ema 15 od 39 bodova za izbaciti | Nemeš Najviše bodova za lažno izbaciti | Brandon 18.3% za spasiti      | Brandon Najviše bodova za povratak   | Bojana 12.3% za spasiti       | Lester Najmanje glasova (od 8)                                  | Horvat 25.2% (od 3)                  | Duško 39% (od 2)                     |                   |  |
| Izbačeni                       | Duško 12 od 39 bodova za izbaciti | Soraja Stanari na smetlišti odlučili da se premjesti | Milan 23 od 57 bodova za izbaciti | Mila 21 od 57 bodova za izbaciti | George 23 od 54 bodova za izbaciti | Dragana 26 od 48 bodova za izbaciti | Slavica 18 od 42 bodova za izbaciti | Tamara 14.0% za spasiti     | Ema 12 od 39 bodova za izbaciti      | Radašin Najmanje glasova za spasiti | Ema 4 od 11 bodova za povratak                       | Ema 15 od 39 bodova za izbaciti | Nemeš Najviše bodova za lažno izbaciti | Brandon 18.3% za spasiti      | Antonija 11 of 27 bodova za izbaciti | Bojana 12.3% za spasiti       | Nirmal Najmanje glasova (od 7)                                  | Horvat 25.2% (od 3)                  | Duško 39% (od 2)                     |                   |  |
| Izbačeni                       | Duško 12 od 39 bodova za izbaciti | Soraja Stanari na smetlišti odlučili da se premjesti | Milan 23 od 57 bodova za izbaciti | Mila 21 od 57 bodova za izbaciti | George 23 od 54 bodova za izbaciti | Dragana 26 od 48 bodova za izbaciti | Slavica 18 od 42 bodova za izbaciti | Tamara 14.0% za spasiti     | Ema 12 od 39 bodova za izbaciti      | Radašin Najmanje glasova za spasiti | Ema 4 od 11 bodova za povratak                       | Ema 15 od 39 bodova za izbaciti | Nemeš Najviše bodova za lažno izbaciti | Brandon 18.3% za spasiti      | Antonija 11 of 27 bodova za izbaciti | Bojana 12.3% za spasiti       | Nemeš Najmanje glasova (od 6)                                   | Marijana 61% za pobjedu              | Marijana 61% za pobjedu              |                   |  |